# Mallosia baiocchii
Mallosia baiocchii är en skalbaggsart som först beskrevs av Gianfranco Sama 2000.  Mallosia baiocchii ingår i släktet Mallosia och familjen långhorningar. Inga underarter finns listade i Catalogue of Life.